# Daniel Frost Comstock

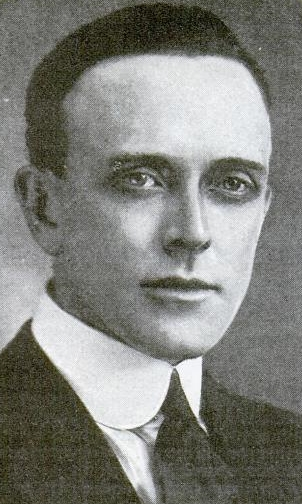
Daniel Frost Comstock

Daniel Frost Comstock (* 14. August 1883 in Newport (Rhode Island); † 2. März 1970 in Concord (Massachusetts)) war ein US-amerikanischer Physiker und Ingenieur.

## Leben
Er machte seinen Bachelor of Science am Massachusetts Institute of Technology (1904). Danach studierte er auch an der Friedrich-Wilhelms-Universität zu Berlin (1905), der Universität Zürich (1906) und der Universität Basel. In Basel wurde er 1906 promoviert. An der Universität Cambridge (1906–1907) studierte er unter Joseph John Thomson. Von 1904 an gehörte er zum Lehrkörper des MIT für Theoretische Physik. 1912 wurde er in die American Academy of Arts and Sciences gewählt. Besonders bekannt ist Comstock als Mitbegründer der Firma Kalmus, Comstock & Westcott, welche später als Technicolor bekannt wurde und das erste wirtschaftlich erfolgreiche Farbfilm-Verfahren entwickelte. Comstock verfasste auch einige theoretische Arbeiten auf den Gebieten der Relativitätstheorie, der Emissionstheorie und der Elektrodynamik,